# Tele Uno (Österreich)
Tele Uno war ein privater Fernsehsender, der von 1985 bis 1989 vom Dreiländereck Italien-Österreich-Jugoslawien (heute Slowenien) sendete. Das Programm war deutschsprachig mit starkem regionalen Bezug zu Kärnten, teilweise auch italienischem Programm.

## Geschichte
In Österreich war zur damaligen Zeit die Rundfunk-Berichterstattung staatlich reglementiert und der ORF hatte ein Rundfunkmonopol. Erst nach dem EU-Beitritt Österreichs wurde das Rundfunk-Monopol gelockert, und private Radio- und Fernsehstationen wurden zugelassen.
Satellitenfernsehen kam erst Ende der 1980er-Jahre mit dem Start der ASTRA-Satelliten auf. Auch das Kabelfernsehen unterlag dem staatlichen Rundfunkmonopol. Somit war zur damaligen Zeit nur terrestrische Verbreitung möglich. Wegen des staatlichen Rundfunkmonopols in Österreich wurde vom Sender am Dreiländereck auf italienischer Seite gesendet. Erreicht wurden damit ca. 120.000 Haushalte in Kärnten, Slowenien (damals Jugoslawien) und im Kanaltal (Italien).
Da es ein privater Fernsehsender war, gab es auch keine staatlichen Zuwendungen, wie zum Beispiel für den staatlichen Rundfunkbetreiber ORF. Die Finanzierung erfolgte rein aus Werbeeinnahmen. Die Kosten für die Werbeeinschaltungen waren im Vergleich zum ORF recht günstig und so nutzten viele mittelständische Kärntner Unternehmen die Möglichkeit der Werbeeinschaltungen.
In Villach wurde das TELE UNO Center errichtet, das als Hauptquartier gedacht war für die bevorstehende Lockerung des staatlichen österreichischen Rundfunkmonopols. Die Errichtung des TELE UNO Centers war jedoch ein wirtschaftlicher Misserfolg und so ging der Betreiber in Konkurs, was auch eine Auswirkung auf den Sendebetrieb von TELE UNO hatte. 

## Programm
Das Programm bot regionale Beiträge, hauptsächlich aus Kärnten. Damals hatte der staatliche Rundfunk ORF noch keine regionale Fernsehsendung wie Bundesland heute und somit wenig Bezug zu einer lokalen Kärntner Berichterstattung. Das Nachrichtenprogramm von TELE UNO war auf den Raum Kärnten abgestimmt. Es gab lokale Beiträge von diversen Sport- und Kulturveranstaltungen. Es wurden auch Spielfilme gesendet, hauptsächlich auf Deutsch, teilweise auf Italienisch. Zu Sendeschluss gab es dann meist das „Betthupferl“, einen kurzen erotischen Spielfilm.

## Sonstiges
Es gab noch das Radioprogramm RADIO UNO, das aber nichts mit dem Fernsehsender TELE UNO zu tun hatte.